# Rete tranviaria di Berna
La rete tranviaria di Berna è la rete tranviaria che serve la città svizzera di Berna, composta da cinque linee.
Il sistema ha scartamento ferroviario metrico, (1000 mm).

## Linee
| 3 | Bern Bahnhof–Weissenbühl       | Linea radiale     | 7 fermate  |
| 6 | Fischermätteli–Worb Dorf       | Linea trasversale | 24 fermate |
| 7 | Bümpliz–Ostring                | Linea trasversale | 23 fermate |
| 8 | Brünnen Westside Bahnhof–Saali | Linea trasversale | 27 fermate |
| 9 | Wabern–Wankdorf Bahnhof        | Linea trasversale | 20 fermate |